# Lasiophila manaurera
Lasiophila manaurera är en fjärilsart som beskrevs av Adams och Bernard 1979. Lasiophila manaurera ingår i släktet Lasiophila och familjen praktfjärilar. Inga underarter finns listade i Catalogue of Life.